# Powiat Koszyce-okolice
Powiat Koszyce-okolice (słow. okres Košice-okolie) – słowacka jednostka administracyjna znajdująca się w kraju koszyckim. Powiat Koszyce-okolica zajmuje obszar 1533 km², jest zamieszkiwany przez 106 999 obywateli, co daje średnią gęstość zaludnienia w wysokości 69,80 osób na km². Miasta: Medzev i Moldava nad Bodvou.